# Wojewódzki Urząd Bezpieczeństwa Publicznego w Bydgoszczy
Wojewódzki Urząd Bezpieczeństwa Publicznego w Bydgoszczy (WUBP Bydgoszcz) – jednostka terenowa Ministerstwa Bezpieczeństwa Publicznego PRL, funkcjonująca na terenie województwa bydgoskiego w latach 1945-1954.
Siedziba WUBP mieściła się w Bydgoszczy przy ulicy Markwarta 4.  W latach 1944–1956 w województwie bydgoskim utworzono PUBP/PUds.BP podległych WUBP w Bydgoszczy: w Aleksandrowie Kujawskim, Brodnicy, Bydgoszczy, Chełmnie, Chojnicach, Człuchowie, Grudziądzu, Inowrocławiu, Lipnie, Mogilnie, Nowym Nieście Lubawskim, Rypinie, Sępólnie Krajeńskim, Szubinie, Świeciu, Toruniu, Tucholi, Wąbrzeźnie, Włocławku, Wyrzysku, Złotowie i Żninie.
W 1953 roku, na terenie całego kraju, funkcjonowało: 17 WUBP, 2 MUBP na prawach
wojewódzkich (w Warszawie i Łodzi), 14 MUBP, 10 UBP na miasto i powiat (Toruń, Będzin, Bielsko, Bytom, Częstochowa, Gliwice, Radom, Tarnów, Jelenia Góra, Wałbrzych), 265 PUBP, 1 UBP na Nową Hutę i placówki UBP na m.st. Warszawę: UBP Wawer i UBP Włochy.

## Kierownictwo (szefostwo) WUPB w Bydgoszczy
Kierownicy (szefowie):
- Józef Jurkowski (1945–1948)
- Zdzisław Mróz (1948-1948)
- Mikołaj Krupski (1948-1950)
- Jan Leluch (1950-1953)
- Kazimierz Górecki (1953-1955)

## Jednostki podległe
- PUBP w Aleksandrowie Kujawskim.
  - Kierownik (szef): ppor. Mieczysław Różycki[3]

- PUBP w Brodnicy.
  - Kierownik (szef):  chor. Leon Stasiak[4]

- MUBP w Bydgoszczy
  - Kierownik (szef): ppor. Feliks Grzymski[4]

- PUBP w Bydgoszczy
  - Kierownik (szef): Jan Rudzki[5]

- PUBP w Chełmnie.
  - Kierownik (szef): ppor. Władysław Kańczugowski[3]

- PUBP w Chojnicach.
  - Kierownik (szef): ppor. Jan Janek[6]

- PUBP w Człuchowie
  - Kierownik (szef): por. Henryk Witosławski[6]

- PUBP w Grudziądzu
  - Kierownik (szef): ppor. Wacław Wieszaczewski[7]

- PUBP w Inowrocławiu
  - Kierownik (szef): ppor. Teodor Popławski[7]

- PUBP w Lipnie.
  - Kierownik (szef): Walenty Stefańczyk[8]

- PUBP w Mogilnie
  - Kierownik (szef): chor. Władysław Kruszyna[9]

- PUBP w Nowym Mieście.
  - Kierownik (szef): Władysław Rogoziński[9]

- PUBP w Rypinie.
  - Kierownik (szef): chor. Karol Jezierski[10]

- PUBP w Sępólnie Krajeńskim.
  - Kierownik (szef): Wilhelm Kłoda[11]

- PUBP w Szubinie.
  - Kierownik (szef): Jakub Kołubiec[11]

- PUBP w Świeciu.
  - Kierownik (szef): Mieczysław Rączka[12]

- MUBP i PUBP w Toruniu
  - Kierownik (szef): por. Edward Duda[13]

- PUBP w Tucholi.
  - Kierownik (szef): Jan Białokozowicz[13]

- PUBP w Wąbrzeźnie.
  - Kierownik (szef): ppor. Piotr Sokołowski[14]

- PUBP we Włocławku.
  - Kierownik (szef): ppor. Czesław Połowniak[15]

- PUBP w Wyrzysku.
  - Kierownik (szef): Jan Skowroński[16]

- PUBP w Złotowie.
  - Kierownik (szef): ppor. Mieczysław Cielma[17]

- PUBP w Żninie.
  - Kierownik (szef): ppor. Mieczysław Cielma[17]